# 文教社
文教社（ぶんきょうしゃ）は、香川県高松市に本社を置く教科書出版社。教科書としては小学校用の体育（保健体育）教科書のみを出版している。

## 教科書
文部科学省検定済教科書の発行者番号は207。小学校体育教科書のみを発行している。

### 発行教科書一覧[1]
- 『新わたしたちのほけん　3・4年』
- 『新わたしたちの保健　5・6年』

体育科の副教材として『わたしたちの体育』も出版されている（保健体育教科書とは無関係）。